# Dario Bottaro
Dario Bottaro, nacido el  5 de noviembre de 1966 en Cartura, es un ciclista profesional italiano que fue profesional de 1990 a 1997. Cabe destacar su tercer puesto en el Tour de Flandes 1993.

## Palmarés
1987
- Giro del Medio Brenta

1989
- Trofeo Ciudad de San Vendemiano

1992
- 1 etapa del Gran Premio Guillermo Tell

1994
- 1 etapa de la Vuelta a los Países Bajos

## Resultados en grandes vueltas ciclistas y Campeonatos del Mundo de Ciclismo en Ruta
| Carrera         | 1990 | 1991  | 1992  | 1993 | 1994  | 1995 | 1996  | 1997 |
| --------------- | ---- | ----- | ----- | ---- | ----- | ---- | ----- | ---- |
| Giro de Italia  | Ab.  | 119.º | -     | 75.º | -     | -    | -     | 99.º |
| Tour de Francia | -    | -     | -     | -    | 107.º | 79.º | 117.º | -    |
| Vuelta a España | -    | -     | 126.º | -    | -     | -    | Ab.   | -    |
| Mundial en Ruta | -    | -     | -     | -    | -     | -    | -     | -    |